# Vassbotten, Vänersborgs kommun

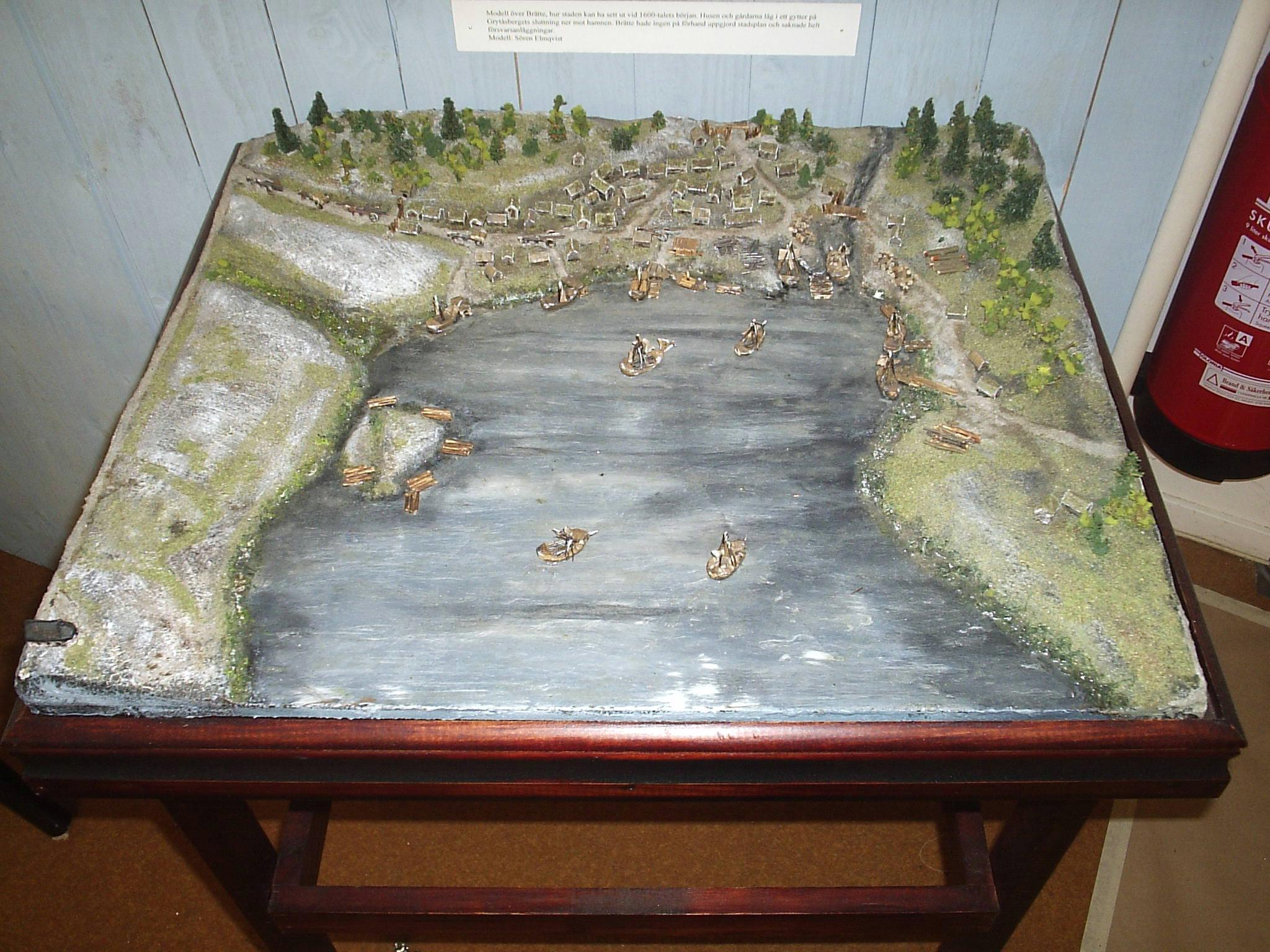
Modell som visar Brätte vid Vassbottens södra strand.

Vassbotten är en två kvadratkilometer stor vik eller sjö i Vänersborgs kommun som utgör Vänerns sydvästra spets. Vänersborg ligger kring Vassbotten och stadens föregångare Brätte (som tidigare hette Vassända) var belägen längst in i viken. Kanalen Karls grav börjar vid Vassbotten och slutar vid Göta älv. Dalbobron ligger vid norra Vassbotten och Gropbron i öster.

## Galleri

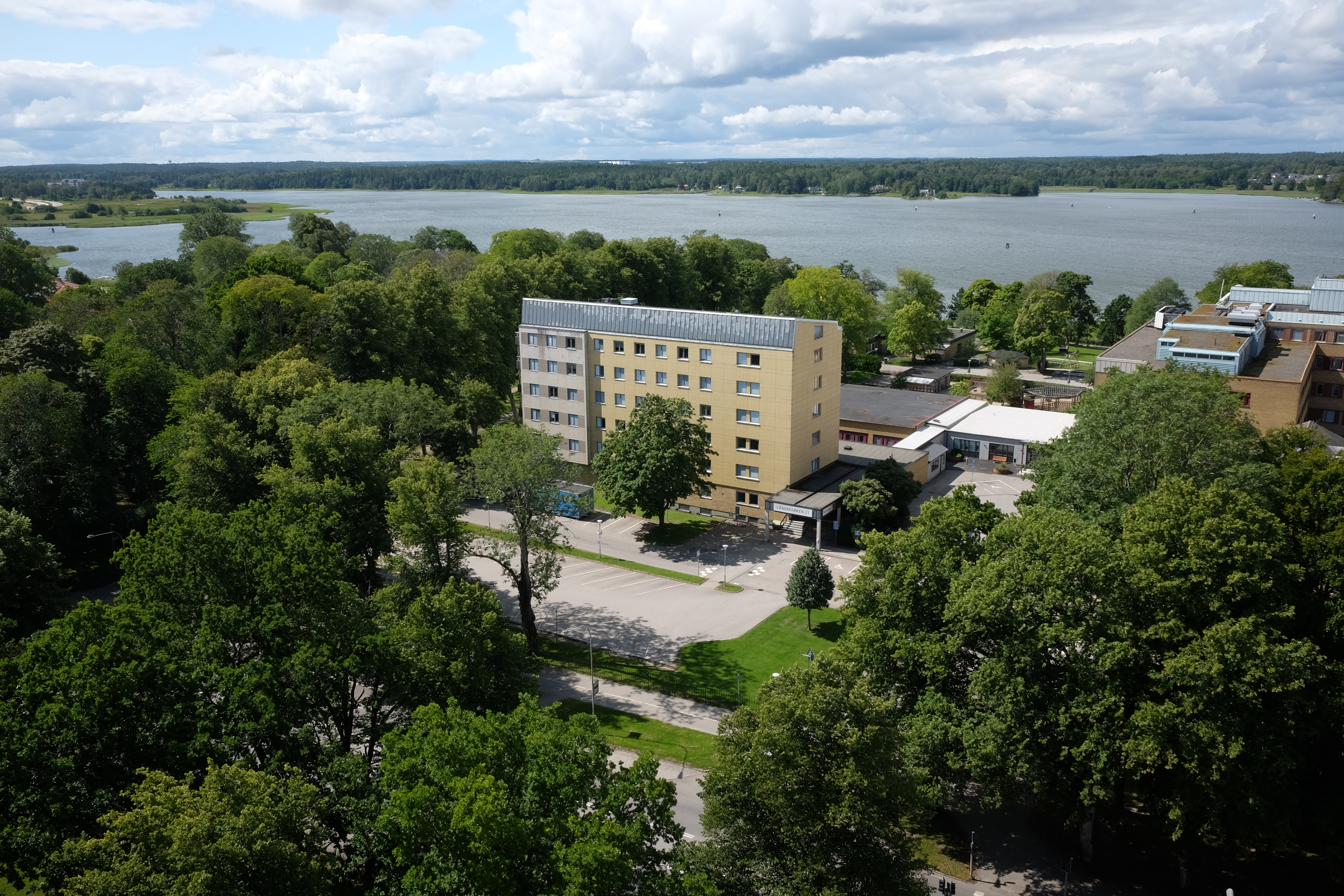
Vassbotten bakom byggnad i det gamla lasarettområdet.
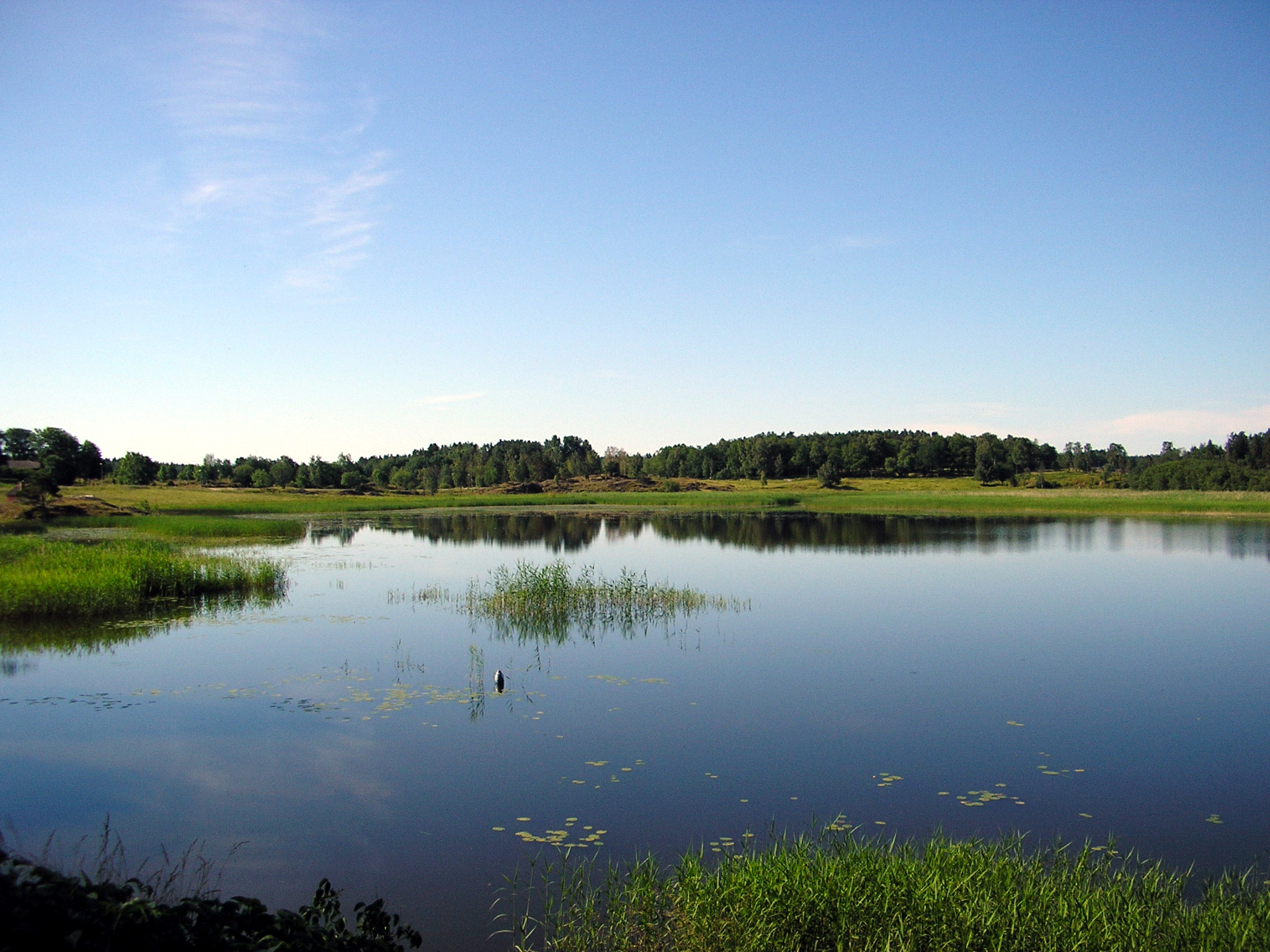
Vassbotten sedd från Korseberg söderut mot Brätte.
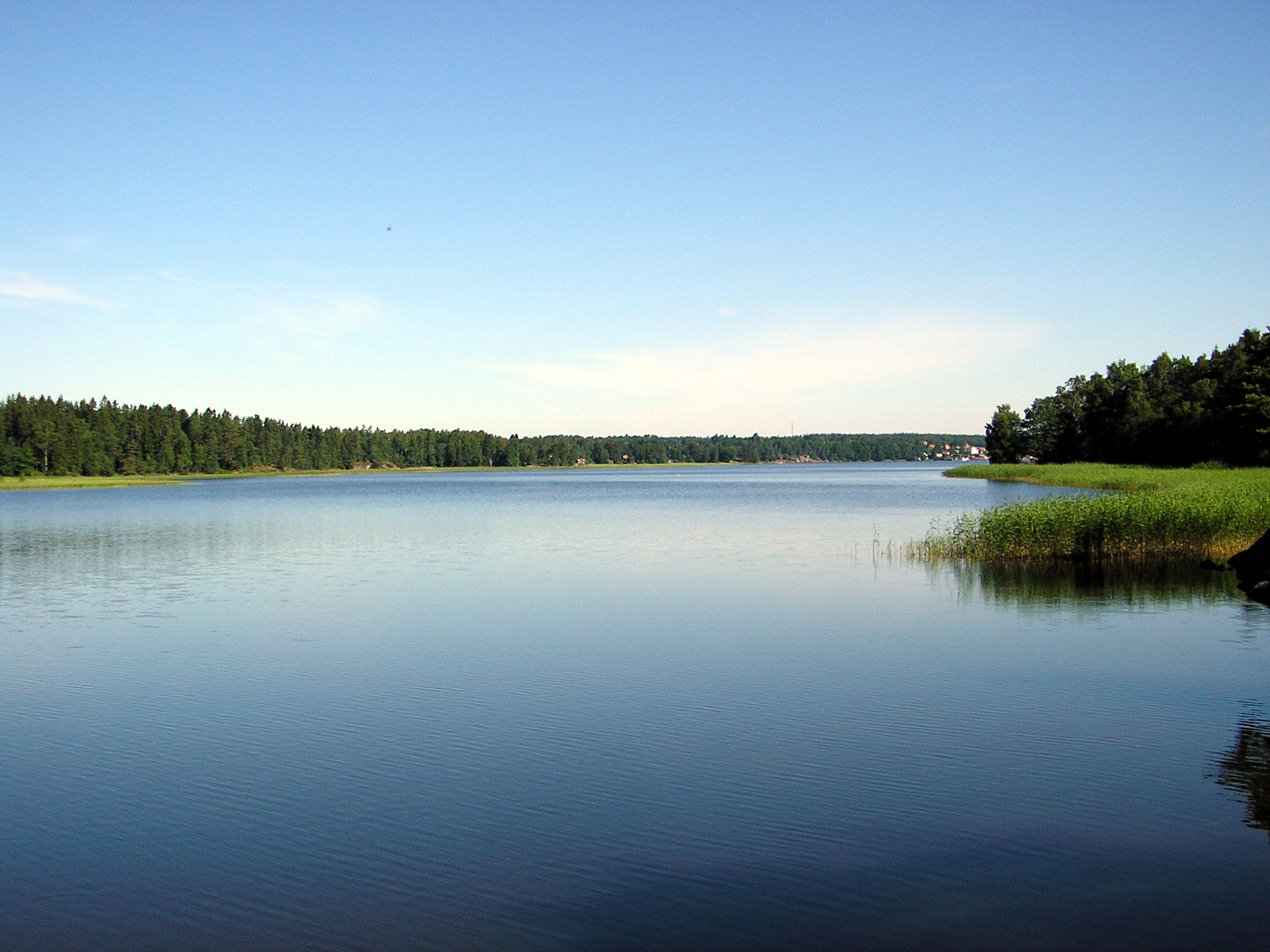
Vassbotten sedd från Korseberg norrut mot Blåsut.
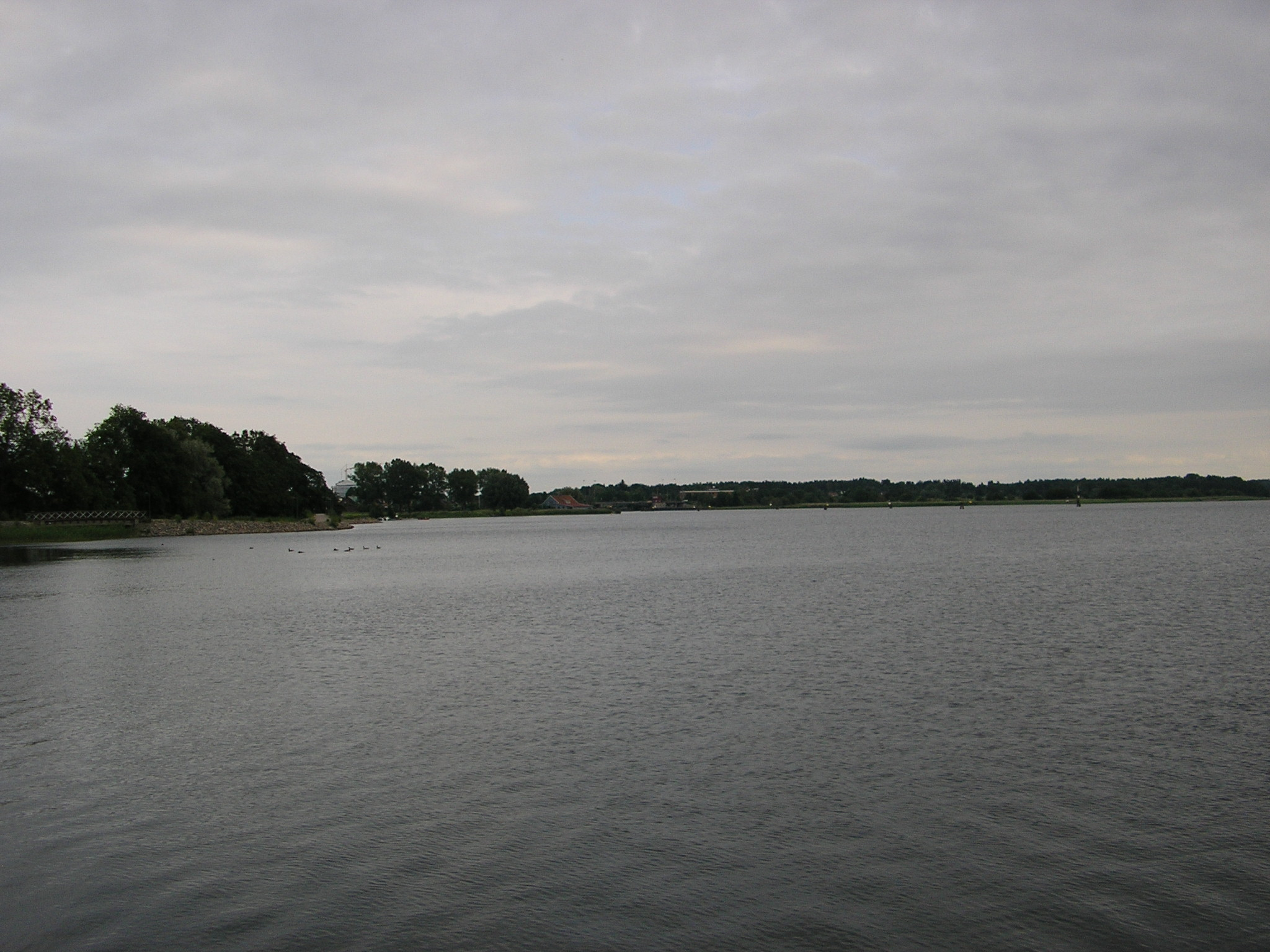
Vassbotten från Vänerparken söderut mot Gropbron.